# Little Branch Lake
Little Branch Lake är en sjö i Kanada.   Den ligger i countyt Haliburton County och provinsen Ontario, i den sydöstra delen av landet, 200 km väster om huvudstaden Ottawa. Little Branch Lake ligger 418 meter över havet.
I omgivningarna runt Little Branch Lake växer i huvudsak blandskog. Runt Little Branch Lake är det mycket glesbefolkat, med 2 invånare per kvadratkilometer.